# Montserrat Galí i Boadella
Montserrat Galí i Boadella (Ciutat de Mèxic, Mèxic, 29 de gener de 1947 - Puebla de Zaragoza, Mèxic, 30 d'agost de 2023) va ser una historiadora de l'art catalano-mexicana.
Cursà estudis de filosofia i lletres i història de l'art a les universitats de Barcelona, Zagreb i Mèxic (UNAM), en la qual es doctorà. Fou professora a la Universidad Iberoamericana, a la Universidad Nacional Autónoma de México i a la Escuela Nacional de Antropología e Historia, de la Ciutat de Mèxic, així com a la Universidad Autónoma de Puebla. Fou especialista en l'art colonial a Mèxic en el segle xvii, i en les interrelacions entre l'art i l'antropologia. Fou membre de l'Associació de Catalanistes de l'Amèrica Llatina (ACAL), de la qual va ser presidenta fins a l'any 2016.

## Obres
- Artistes catalans a Mèxic : segles XIX i XX. [Barcelona] : Generalitat de Catalunya, Comissió Amèrica i Catalunya 1992.
- Historias del bello sexo : la introducción del romanticismo en México. México : Universidad Nacional Autónoma de México, Instituto de Investigaciones Estéticas, 2002.
- Arte y cultura del barroco en Puebla. [Puebla, Mexico] : Instituto de Ciencias Sociales, BUAP, 2000.
- La pluma y el báculo : Juan de Palafox y el mundo hispano del seiscientos. Puebla, Pue. : Universidad Autónoma de Puebla, Instituto de Ciencias Sociales y Humanidades, 2004
- Estampa popular : cultura popular. Puebla, Puebla [Mexico] : Instituto de Ciencias Sociales y Humanidades "Alfonso Vélez Pliego", Benemérita Universidad Autónoma de Puebla, 2007.